# Лорі Голден
Гізер Лорі Голден (англ. Heather Laurie Holden; нар. 17 грудня 1972) — американська акторка. Відома ролями у наступних фільмах і серіалах: «Маджестік» (2001, Адель Стентон), «Імла» (2007, Аманда Данфрайс), «Сайлент Хілл» (2006, поліціянтка Сібіл Бенетт), Тупий та ще тупіший 2 (2014, Адель Пінчелоу) та телесеріалах — «Цілком таємно» (1996—2002, Маріта Коваррубіас), «Щит» (2008, агентка Олівія Мюррей), «Ходячі мерці» (2010—2013, Андреа) та «Хлопаки» (2022, Багряна Графиня).

## Біографія
Народилась у Лос-Анджелесі, Каліфорнія, у сім'ї акторів Ларрі Голдена та Едріенн Елліс. Через п'ять років після її народження батьки розлучилися, і Лорі довгий час жила на два міста — Лос-Анджелес і Торонто (і зараз має подвійне, американо-канадське громадянство). У 1993 році Голден закінчила факультет театрального мистецтва в Університеті Лос-Анджелеса, а потім почала акторську кар'єру, знімаючись здебільшого в телевізійних серіалах і невеликих фільмах. Найпомітнішими її ролями стала роль уповноваженої представниці Генерального секретаря ООН Маріти Коваррубіас (англ. Marita Covarrubias) у популярному телесеріалі «Цілком таємно» (1996—2000, 2002), а також участь у телевізійному вестерні Чудова сімка (1998—2000).
На великому екрані Лорі Голден була помітна в ролі подруги героя Джима Керрі у фільмі «Маджестік» (2001), а також за роллю поліцейської Сібіл у культовому фільмі жахів «Сайлент Гілл» (2006).
У 2008 році вона приєдналася до фінального сезону серіалу «Щит», де зіграла Олівію Мюррей.
З 2010 по 2013 рік вона грала роль Андреа, адвокатки з цивільних прав, яка пережила глобальну зомбі-чуму в «Ходячих мерцях», телесеріалі жахів AMC. 
У 2013 році вона працювала над фільмом «Медова пастка» як виконавча продюсерка. 
У 2014 році вона зіграла роль Енн МакГініс у третьому сезоні серіалу "Майор Кримінс". Також у 2014 році знялася у фільмі «Тупий і ще тупіший» разом із Джимом Керрі, Джеффом Деніелсом і Кетлін Тернер. Вона зіграла Адель Пінчелоу, головну антагоністку комедії братів Фарреллі.
У 2015 році вона з'явилася в ролі Ганни Трамбл, хірургині швидкої допомоги, в третьому сезоні Chicago Fire. Було оголошено, що Голден повторить свою роль Трамбл у запланованому додатковому проєкті Chicago Med. Голден мала знятися разом з Епатою Меркерсон і Яєю Дакостою в медичній драмі. Серіал був задуманий і написаний творцями Chicago Fire/виконавчими продюсерами Дереком Хаасом і Майклом Брандтом. Однак вона вибула з проєкту через «сімейні причини».
У 2016 році вона знялася в документальному фільмі Дарріна Флетчера «Абіліціоністи». У 2017 році Голден приєднується до акторського складу серіалу "Американці" в п'ятому сезоні, де вона грає Рене. Знялася в інді-трилері Pyewacket режисера Адама Макдональда.
У 2018 році Лорі Голден з'явилася в кримінальному трилері Dragged Across Concrete з Мелом Гібсоном і Вінсом Воном у головних ролях.
Голден приєдналася до акторського складу американського юридичного драматичного телесеріалу «Доведена невинність» (прем’єра якого відбулася в 2019 році на Fox), де вона грає Грету Беллоуз.
У 2022 році вона приєднується до 3 сезону The Boys у ролі Багряної графині, а також виконує пісні «America's Son» і «Chimps Don't Cry».

## Вибрана фільмографія
| Рік       |   | Українська назва       | Оригінальна назва       | Роль                |
| --------- | - | ---------------------- | ----------------------- | ------------------- |
| 1980      | с | Марсіанські хроніки    | The Martian Chronicles  | Марі Вайлдер        |
| 1986      | ф |                        | Separate Vacations      | Карен (няня)        |
| 1989      | ф |                        | Physical Evidence       | дівчина Метта       |
| 1995      | с | Горець                 | Highlander              | Дебра Кемпбелл      |
| 1995      | ф |                        | Expect No Mercy         | Віккі               |
| 1996      | с | Вона написала вбивство | Murder, She Wrote       | Шеррі Семпсон       |
| 1996—2002 | с | Цілком таємно          | The X-Files             | Маріта Коваррубіас  |
| 1996      | ф | Вирок часу             | Past Perfect            | Еллі Марсі          |
| 1997      | с | Зброя мерця            | Dead Man's Gun          | Бонні Лоррін        |
| 1998—2000 | с | Чудова сімка           | The Magnificent Seven   | Мері Тревіс         |
| 2001      | ф | Маджестік              | The Majestic            | Адель Стентон       |
| 2005      | ф | Фантастична четвірка   | Fantastic Four          | Деббі Макілвейн     |
| 2005      | ф | Мільярди Бейлі         | Bailey's Billion$       | Мардж Меґґз         |
| 2006      | ф | Сайлент Гілл           | Silent Hill             | Сібіл Беннет        |
| 2007      | ф | Імла                   | The Mist                | Аманда Данфрі       |
| 2008      | с | Щит                    | The Shield              | агент Олівія Мюррей |
| 2010—2013 | с | Ходячі мерці           | The Walking Dead        | Андреа Гаррісон     |
| 2014      | ф | Тупий та ще тупіший 2  | Dumb and Dumber To      | Адель               |
| 2014—2015 | с | Особливо тяжкі злочини | Major Crimes            | Енн Макгінніс       |
| 2015      | с | Пожежники Чикаго       | Chicago Fire            | д-рка Ганна Трембл  |
| 2017      | ф |                        | Pyewacket               | пані Реєс           |
| 2017—2018 | с | Американці             | The Americans           | Рене                |
| 2018      | ф | Закатати в асфальт     | Dragged Across Concrete | Мелані Ріджман      |
| 2019      | с | Доведена невинність    | Proven Innocent         | Грета Беллоуз       |
| 2022      | с | Хлопаки                | The Boys                | Багряна Графиня     |